# 黒いペンの悪魔
『黒いペンの悪魔』（くろいペンのあくま）は、赤川次郎による日本の推理小説。「悪魔シリーズ」の第3作。学習研究社の『高二V進学コース』にて1990年4月から1991年3月まで連載された。

## あらすじ
風邪で学校を1週間欠席していたクラスメイトの草場美里のお見舞いに行くと、美里が首を吊っていた。香子の素早い判断で美里は命を取り留めたが、原因は恋人の筆跡を装った別れの手紙だった。
その後、「手紙」が原因で次々と事件が起こる。犯人の手がかりは黒いインクを使っていること。卑劣な犯人に由利子たちが立ち向かう。

## 登場人物
矢吹 由利子（やぶき ゆりこ）
花園学園高校2年生。クラス委員長。バレー部。
弘野 香子（ひろの きょうこ）
花園学園高校2年生。色白の美少女。桁外れの資産家令嬢。
桑田 旭子（くわた あきこ）
花園学園高校2年生。役者志望。
矢吹 真由子（やぶき まゆこ）
由利子の妹。ませた中学生。
草場 美里（くさば みさと）
由利子らのクラスメイト。恋人の滝田雄策から「君はただの遊び相手だった」と手紙で伝えられ、ショックで自殺未遂事件を起こす。手紙は滝田の筆跡を真似た偽物だと判明する。両親は離婚しており、母マリ子と二人暮らし。
田原 貴子（たはら たかこ）
花園学園高校1年生。バレー部。母と恋人関係にあった飯田から「本当はあなたのことが好きだった」という手紙を受け取り苦悩するが、手紙は偽物だった。
田原 寿江（たはら ひさえ）
貴子の母親。教育評論家。マネージャーの飯田春男と不倫関係にあり、花園学園高校での講演でスライドを飯田との写真にすり替えられる。
飯田 春男（いいだ はるお）
寿江のマネージャー。何者かに殺害される。
田原 悟志（たはら さとし）
寿江の夫。寿江と飯田の関係を知り激怒するが、実は自分も愛人がいた。
向井 千恵子（むかい ちえこ）
花園学園高校3年生。バレー部部長。
畑中 直子（はたなか なおこ）
花園学園高校物理教師。
河辺 みゆき（かわべ みゆき）
親に叱られたくなければ、点数の悪いテストを燃やせばいいと手紙で唆され、放火未遂事件を起こしかけるも、思いとどまり、香子に助けを求める。